# Terremoto del Eje cafetero de 2024
El Terremoto del Norte del Valle de 2024 fue un movimiento sísmico de una magnitud de 5.6 MW ocurrido el día viernes 19 de enero de 2024 a las 06:26 UTC-5.Tuvo una profundidad de 52 km y una intensidad en la escala de Mercalli de VII.Su epicentro se localizó en el Norte del Departamento de Valle del Cauca en el municipio de Ansermanuevo, a 5 km del municipio de Cartago.

## Daños y víctimas
En el municipio de El Águila, se reportó la caída de varias casas y una mujer murió mientras evacuaba su vivienda. En Cali se reportó el movimiento en varios edificios de mediana altura.
En el municipio de La Virginia colapsaron al menos de seis viviendas y en la ciudad de Pereira hubo afectaciones del transporte público Megacable. En Quindío, varias edificaciones resultaron agrietadas y varias estructuras resultaron con vidrios rotos. En Manizales el sismo causó afectaciones en varios inmuebles, así como pánico general en la comunidad.

## Réplicas
Fueron detectadas 20 réplicas del terremoto, la primera a las 06:31 de magnitud 3.3 en la escala de Richter (MS). Otra réplica que causó pánico entre los habitantes ocurrió a las 06:47 hora local, de magnitud 3.7 (MS)